# Industrivärden
Aktiebolaget Industrivärden er en svensk investeringsvirksomhed. Selskabet blev etableret i 1944 og har hovedkontor i Stockholm.

## Aktiebeholding
Industrivärdens største aktieposter (marts 2020)::
- Sandvik AB (24%)
- Volvo (21%)
- Svenska Handelsbanken (18%)
- Essity (17%)
- SCA (6%)
- Skanska (6%)
- Ericsson (6%)
- SSAB (1%)